# День Тирадентиса
Тирадентис (порт. Tiradentes ; День Тирадентиса – порт. Dia de Tiradentes ) - одне з національних свят Бразилії на честь національного героя Жуакіна Жозе да Сілва Шав'єр на прізвисько Тирадентис. Він був одним із учасників Змови в Мінас-Жерайсі проти колоніальної влади. Свято відзначається 21 квітня, в день його страти в 1792.
Історія Тирадентиса повністю пов'язана зі Змовою в Мінас-Жерайсі, рухом, що відбувався в XVII і XVIII століттях і мав на меті відокремлення Бразилії від португальських володінь. У ту епоху Бразилія забезпечувала великі прибутки португальцям завдяки своїм природним багатствам, зокрема, завдяки золоту й алмазам. Разом з тим ці багатства починали вичерпуватися. Крім того, багато хто не платив п'яту частину, різновид податку, що стягувався Короною з усього золота, знайденого в колонії. Таким чином, прибуток Португалії почав падати. Реагуючи на цю ситуацію, португальці почали здійснювати жорсткіший контроль над багатствами і збільшувати податки. Такі заходи не сподобалися еліті Мінас-Жерайса, яка була під значним впливом ідей Просвітництва, завезених із Європи.
Так почався сепаратистський рух у Бразилії: Змова в Мінас-Жерайсі. Більшість змовників були багатими і освіченими людьми, за винятком Тирадентиса, який був військовим. Прізвисько «Тирадентис» (той, що тягне зуби) Жуакін отримав за однією зі своїх професій – стоматолога.
Рух не був успішним і змовників було заарештовано. Тирадентис перебував під вартою протягом трьох років, чекаючи на суд. Інші змовники уникли вищої міри покарання, оскільки були багатими; більшість обрала вигнання. Тільки Тирадентис був засуджений до страти - 21 квітня 1792 він був повішений і четвертований.
Визнання Тирадентиса відбулося лише в 1890. Нині вінвважається світським покровителем Бразилії.